# Dunn's River Falls

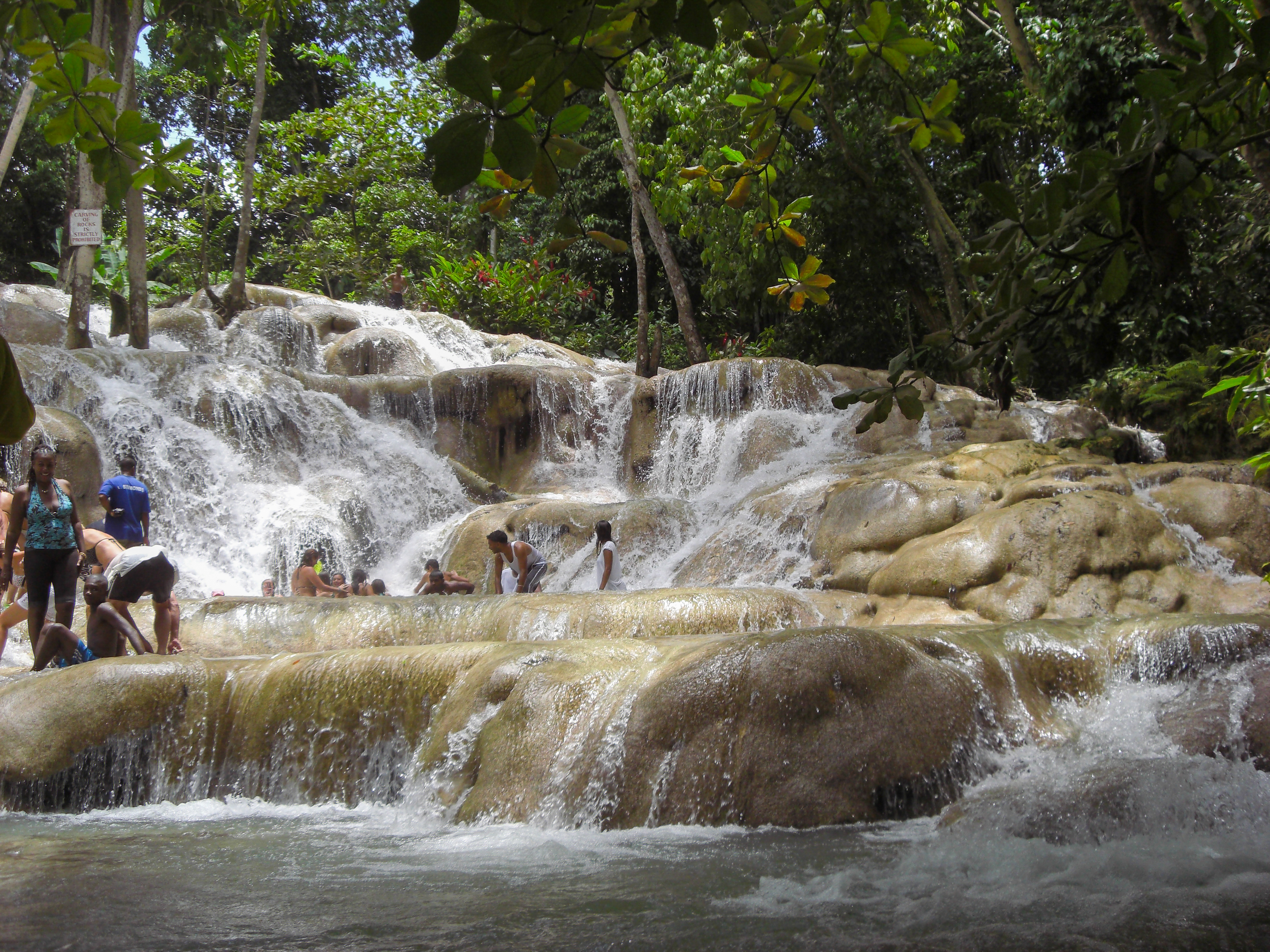
De calciumcarbonaatafzettingen van dichtbij.

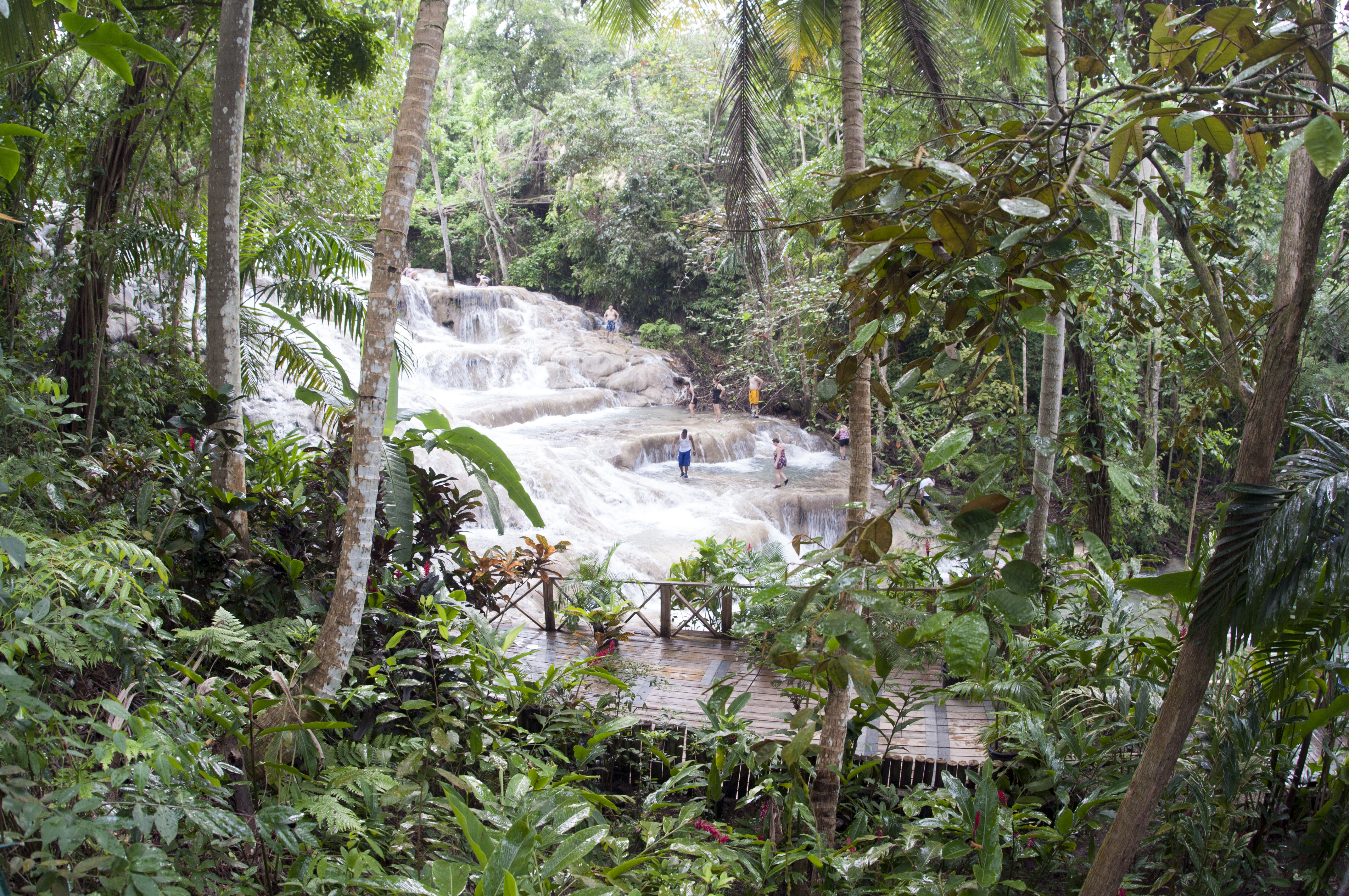
De watervallen van boven gezien.

Dunn's River Falls is de beroemdste waterval van Jamaica. Deze liggen in het Dunn's River Falls & Park nabij Ocho Rios in het noorden van het eiland. Deze watervallen liggen in de Dunn's River en vormen een belangrijke toeristische attractie die duizenden bezoekers per jaar trekt. Via de watervallen stort het water over een route van 180 meter, 55 meter naar beneden om vervolgens in zee te stromen.

## Geologie
De watervallen vormen reusachtige, natuurlijke traptreden. De verticale delen van de waterval worden afgewisseld door meerdere kleine lagunes. Dunn's River Falls wordt door geologen beschreven als "een levend fenomeen" omdat ze vanzelf voortdurend worden herbouwd met afzettingen van calciumcarbonaatzouten uit het rivierwater. Het is een van de weinige watervallen met calciumcarbonaatafzettingen in de wereld die daadwerkelijk rechtstreeks in zee uitmondt.

## Toerisme
Het beklimmen van de watervallen is een populaire toeristische activiteit. De watervallen zijn omgeven door een parklandschap met een weelderige, groene vegetatie die het gebied afschermen van de zon. De watervallen kunnen met relatief gemak worden beklommen. Meestal door het vormen van een menselijke ketting door het vasthouden van elkaars hand, aangevuld met aanwijzingen van een gids. Naast de waterval is een strand te vinden.

## Geschiedenis
In 1657 vond op deze plek een van de beslissende slagen plaats tussen Spaanse en Britse troepen. De Spanjaarden waren twee jaar eerder verdreven van Jamaica en deden pogingen om het eiland opnieuw in te nemen. De slag vond plaats toen een Spaanse expeditie vanuit Cuba voet aan land had gezet. De slag werd gewonnen door de Britten en mede hierdoor bleef het eiland in Britse handen. In 1967 liet de Jamaican Historical Society een gedenkplaat aanbrengen.
De watervallen en het omliggende gebied waren lange tijd privébezit totdat het terrein in 1972 in handen van de overheid kwam en werd omgevormd tot een toeristisch park.

## Filmopnames
Bij de Dunn's River Falls werden scènes opgenomen voor de film Cocktail uit 1988 en de eerste James Bondfilm, Dr. No uit 1962.